# 테이큰 (영화)
《테이큰》(영어: Taken)은 2008년 개봉한 리엄 니슨 주연의 액션 영화로, 테이큰 시리즈의 첫 작품이다. 뤼크 베송이 제작했고, 피에르 모렐이 연출했다. 여행 중 납치된 딸을 구하기 위한 특수요원 출신의 아버지 브라이언의 사투를 그린다.
2012년 속편 《테이큰 2》가 개봉되었다.

## 줄거리
국가를 위해 제한몸 헌신하는 특수요원 브라이언 밀스. 하지만 아내와 딸을 위한 희생은 남 이야기였다. 가정을 돌보지 않는 남편에 대한 사랑이 식은 아내는 이혼을 통보했고 부부는 갈라선다. 이후 브라이언은 요원생활을 청산하고 톱스타 보디가드 일을 하는가하면 따로사는 가족들과도 틈틈이 만나 연락을 주고받으며 최소한의 가족관계를 유지해 나간다. 그러던 어느날 브라이언의 외동딸 킴이 절친 아만다와 단둘이 유럽여행을 떠날거라며 혀락해달라고 조른다. 고지식한 브라이언은 여자애 둘이서 어디 겁도없이 해외여행이냐며 펄쩍 뛰지만 국가를 위한 헌신의 반만이라도 가족을 위해 써보라는 아내의 충고에 따라 어디서 묵는지 알리고 밤마다 전화하란 조건으로 허락해준다. 전날 아빠의 잔소리에 토라져있던 킴의 얼굴은 급격히 밝아진다.
여행당일, 파리공항에 내린 아만다와 킴은 의문의 남자 피터와 마주친다. 자상한데다 친절하기까지 한 그의 매력에 두사람 모두 첫눈에 반했고 택시에 합승해 같이 떠들고 놀면서 더 가까워진다. 그 시각, 브라이언은 딸아이에게 여러차례 전화를 걸지만 그녀는 피터와 노느라 아빠 생각은 전혀 못했다. 피터에게 반한 아만다는 급기야 잘 알지도 못하는 그가 초대하는 파티에 가겠다고 덜컥 약속을 해버렸고 모르는 사람이랑 같이 노는게 마음에 걸렸던 킴 또한 설마하는 마음으로 무시해버린다. 이후 숙소(아만다의 사촌네 집, 집주인은 여행을 가버려서 집에 있는사람은 둘뿐이다.)에 도착해서 어느정도 짐을 다 풀고난후 아만다는 여행의 기분을 만끽하겠다며 음악을 틀고 소파에 올라가 춤을 추기 시작했고 킴은 그제야 아빠 전화를 발견하고 전화를 받기위해 화장실로 이동한다. 하지만 처음 약속과는 달리 아직도 자신을 어린애 취급하는 아빠가 귀찮기만 해서 이런저런 핑계를 대며 전화를 빨리 끊으려던 순간 맞은편(구조상 화장실과 거실이 창문 하나를 두고 마주보는 구조다.) 거실에서 아직까지도 춤을 추고있던 아만다가 숙소에 들이닥친 정체불명의 남자들에게 끌려가는걸 목격한다.
킴은 당황해하면서도 침착하게 아빠에게 자신이 본걸 그대로 얘기해줬고 브라이언은 우선 침대밑으로 들어간다음 자신이 소리를 잘 들을수있게 휴대폰을 밖으로 내밀어놓고 아무라도 좋으니 납치범들의 특징을 하나라도 기억해두라고 조언한다. 킴은 시키는대로 침대밑으로 숨으며 속으로 납치범들이 자길 못보고 그냥 가달라고 기도하지만 예리한 납치범들은 금세 침대밑에 숨은 킴을 발견하고 끌어낸다. 킴은 끌려가는 와중에도 자신이 기억했던 특징들을 아빠에게 비명지르다시피 말하고는 전화가 끊겨버린다. 이후 브라이언은 파리까지 날아가 딸아이가 머물렀던 숙소에 갔고 특수요원다운 눈썰미로 거실이 어지럽혀진 광경만 보고도 남자들이 어떻게 아만다를 포박했고 아만다가 어떻게 저항했는지를 금세 알아맞힌다. 그러다 딸아이의 휴대폰에 저장된 사진(아만다와 둘이서 찍은사진)을 보다 같이 찍혀버린 피터의 얼굴을 보게된다. (사진속 유리에 비친것.)
한편, 피터는 공항에서 어슬렁대다 브라이언에게 덜미가 잡혔다. 그의 정체는 인신매매단의 끄나풀이였고 여자들만 노려서 꼬드긴 다음 인신매매단에게 팔아넘기는 것이었다. 피터는 브라이언을 피해 도망치다 다리에서 떨어져 죽어버렸고 이후 브라이언은 딸을 찾겠다는 일념 하나로 파리 전체를 이잡듯 뒤지고 다니다 아이가 팔려갔다는 사실을 알게된다.

## 배역
- 리암 니슨 - 브라이언 밀스
- 매기 그레이스 - 킴
- 릴런드 오서 - 샘
- 존 그리스 - 케이시
- 데이비드 워쇼프스키 - 버니
- 홀리 벨런스 - 쉬라
- 케이티 캐시디 - 어맨다
- 잰더 버클리 - 스튜어트
- 올리비에 라보르딘 - 장클로드 피트렐
- 제라르 왓킨스 - 패트리스 생클레르
- 팜커 얀선 - 르누아르

## KBS 성우진 (2009년 10월 4일)
- 양지운 - 브라이언 밀스(리암 니슨)
- 강희선 - 르노이(팜커 얀선)
- 전숙경 - 킴(매기 그레이스)
- 김정호 - 스튜어트(잰더 버클리) / 라만(나빌 마사드)
- 이호인 - 장 클로드(올리비에 라보르딘)
- 김민석 - 샘(릴런드 오서) / 알바리어 번역가(골란 코스틱) / 마르코의 동료(애너톨 토브먼)
- 유지원 - 아만다(케이티 캐시디) / 가수(홀리 밸런스)
- 박영재 - 패트리스 생클레어(제라르 왓킨스) / 케이시(존 그리스) / 마르코의 동료(발렌틴 칼라)
- 이규석 - 버니 해리스(데이빗 워쇼프스키) / 마르코(아르벤 바즈락타라자)
- 방우호 - 프랑스 정보원(마티유 부손) / 마르코의 동료(타미 스파이자) / 생클레어 경호원(에드윈 크루거)
- 이승주 - 납치당한 여자(헬레나 소우베이란드) / 장 클로드의 아내(카밀 자피)
- 장민혁 - 피터(니콜라스 지로드) / 라만의 부하(잘리 나키리) / 가수의 동료(나단 리피)

## 후편
- 테이큰 2 2012년 개봉
- 테이큰 3 2015년 개봉